# 粉嶺駅
粉嶺駅（ふんれいえき）は、香港新界北区にある、香港鉄路 (港鉄 MTR)東鉄線 (旧九広鉄路九広東鉄)の駅である。1910年10月1日（九広鉄路開業日）に開業した。

## 駅構造
- 相対式ホーム2面2線の地上駅 (橋上駅舎)。

| U1 コンコース | コンコース                   | 出口、案内窓口、便所                               |
| U1 コンコース | コンコース                   | 売店、自動販売機、現金自動預け払い機               |
| U1 コンコース | コンコース                   | 「e分鐘著數」機                                    |
| U1 コンコース | 連絡橋                       | 粉嶺名都(ふんれんめいとう)へのも、百和路へのもあり |
| G ホーム      | 相対式ホーム、左側の扉が開く | 相対式ホーム、左側の扉が開く                       |
| G ホーム      | ❶番線                        | ■東鉄線羅湖／落馬洲方面→                           |
| G ホーム      | ❷番線                        | ←■東鉄線金鐘方面                                   |
| G ホーム      | 相対式ホーム、左側の扉が開く |                                                    |
| G ホーム      | C 出口                       | 出口、案内窓口                                     |

## 歴史
- 1910年10月1日 - 東鉄線開業と共に使用開始。
- 1912年4月1日 - 沙頭角支線（中国語版）開業。
- 1928年4月1日 - 沙頭角支線廃止。東鉄線のみの駅に戻る。
- 1983年7月15日 - 東鉄線電化により当駅も電化。

## 隣の駅
香港鉄路
■東鉄線
太和駅  - 粉嶺駅 - 上水駅